# Jemaah Islamiyah
Jemaah Islamiyah (in arabo الجماعة الإسلامية‎?, al-Jamāʿah al-Islāmiyyah, "Congregazione Islamica", abbreviato JI) è un movimento islamista sunnita paramilitare terroristico attivo nel Sud-est asiatico il cui obiettivo è la creazione di uno Stato islamico in questa regione. Il 25 ottobre 2002, subito dopo l'attentato di Bali, fu inserito nella lista dei gruppi terroristici dell'ONU collegati ad Al Qaida o ai Talebani. Possiede cellule attive in Indonesia, Thailandia, Singapore, Malaysia e nelle Filippine. Oltre ad Al-Qaida il gruppo ha stretti contatti con il Fronte di Liberazione Islamico Moro, Abu Sayyaf e con Jamaah Ansharut Tauhid. È classificato come gruppo terroristico da Stati Uniti, Australia, Canada, Cina, Russia, Sudan, Emirati Arabi Uniti, Gran Bretagna.

## Storia
Jemaah Islamiyah nasce in seno a Darul Islam ("La casa dell'Islam"), un movimento islamico radicale e anti-colonialistaa indonesiano fondato negli anni 40, inizialmente come federazione di alcuni gruppi islamisti radicali. Intorno alla fine degli anni 70 iniziò a circolare il nome di Jemaah Islamiyah.
Abu Bakar Bashir e Abdullah Sungkar furono entrambi imprigionati in Indonesia dall'amministrazione del presidente Suharto come parte di una grande operazione per fermare l'estremismo islamico; i due leader trascorsero alcuni anni in prigione e, dopo la scarcerazione, si trasferirono in Malesia nel 1985. Reclutarono persone da Indonesia, Malaysia, Singapore, e dalle Filippine. Il gruppo assunse il nome di Jemaah Islamiah in questo periodo.
Jemaah Islamiah fu fondata ufficialmente il 1 gennaio 1993 da Bashir e Sungkar mentre si trovavano in Malesia. Dopo la caduta del governo di Suharto nel 1998, entrambi tornarono in Indonesia dove il gruppo assunse definitivamente i contorni dell'associazione terroristica quando Abdullah Sungkar stabilì contatti con la rete di Osama bin Laden.
Le prime azioni terroristiche iniziarono durante il conflitto nelle isole Molucche per poi concentrare la propria attenzione verso gli interessi statunitensi e occidentali in Indonesia ed in tutto il sud-est asiatico. Gli obiettivi di Jemaah Islamiyah furono resi pubblici quando furono sgominati dalle autorità locali alcuni piani per attaccare simultaneamente alcune ambasciate a Singapore.
Bashir divenne il leader spirituale del gruppo mentre Hambali divenne il leader militare. Jemaah Islamiah mantenne un profilo basso in Malesia e fu solo dopo l'attentato di Bali del 2002 che acquisì notorietà a livello mondiale.
Nel 2004, Abu Bakar Bashir divenne capo del Indonesian Mujahedeen Council per connettere tra loro i gruppi islamisti, compreso Jemaah Islamiyah, in Indonesia.
Nel corso degli anni seguenti all'attentato di Bali del 2002 molti dei leader sono stati catturati o uccisi. Il 16 giugno 2011, il leader del gruppo Bashir fu condannato a 15 anni di reclusione e, nel luglio 2014, dalla prigione, confermò il supporto di Jeemah Islamiyah allo Stato Islamico, nonostante la contrarietà di molti dei leader del gruppo, affiliato ad al-Nusra in Siria.
Dopo alcuni anni di presunta inattività, dovuta ai numerosi arresti ed uccisioni all'inizio del 2016, il gruppo affronta una riorganizzazione che lo porta, secondo alcune stime, a poter contare su circa 2 000 unità.

## Attività terroristica
Prima dell'Attentato di Bali del 2002 avvenuto il 12 ottobre 2002, la minaccia di Jemaah Islamiah veniva sottostimata dalle autorità. Dopo l'attentato, Jemaah Islamiah venne riconosciuta come minaccia a livello mondiale.
Nel 2003, la polizia indonesiana confermò l'esistenza di "Mantiqe-IV" una cellula di Jemaah Islamiyah attiva nella zona della Papua Occidentale e in Australia di cui uno dei leader era Abdul Rahi.
Jemaah Islamiah è stata coinvolta in numerosi attentati:
- l'attentato al Marriott Hotel del 2009 a Giacarta[4]
- l'attentato al Marriott del 2003 a Giacarta[2]
- l'attentato all'ambasciata australiana del 2004 a Giacarta[2]
- l'attentato a Bali del 2005[2]
- l'attentato di Bali del 2002[2]
- l'ondata di attentati dinamitardi a chiese nel dicembre 2000 in Indonesia[2]

Jemaah Islamiyah è inoltre sospettata di essere coinvolta in dozzine di attentati dinamitardi nelle Filippine, solitamente in concerto con il gruppo terroristico locale Abu Sayyaf.

## Antiterrorismo

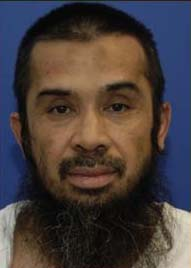
Riduan Isamuddin, conosciuto come Hambali

Molte delle figure più importanti di Jemaah Islamiah come Hambali, Abu Dujana, Azahari Husin, Noordin Top, Abu Gibril e Dulmatin sono state catturate od uccise, per la maggior parte dalla squadra anti-terrorismo indonesiana Detachment 88.
Nel 2007 gli investigatori indonesiani scoprirono alcuni piani per l'assassinio di oppositori del gruppo, come ufficiali della polizia, governatori e giudici all'opera su casi di terrorismo.
Nell'aprile 2008, il distretto di Sud Giacarta dichiarò Jemaah Islamiyah illegale, condannando i leader Zarkasih e Abu Dujana a 15 anni di detenzione per terrorismo. Prima di allora il governo indonesiano sosteneva che Jemaah Islamiyah non era una formale organizzazione e non poteva quindi essere dichiarata fuorilegge.
Nel 2010 le autorità indonesiane hanno sgominato una cellula di Jemaah Islamiah a Aceh. Tra il febbraio e il marzo 2010, più di 60 militanti sono stati catturati.

## Riconoscimento come gruppo terroristico
Jemaah Islamiyah è riconosciuto come gruppo terroristico dai seguenti paesi e organizzazioni internazionali:
- Australia[13]
- Canada[14]
- Gran Bretagna
- ONU
- Stati Uniti[15]

## Denominazione
Jemaah Islamiyah viene spesso traslitterato anche come: Jemaa Islamiyah, Jema'a Islamiyya, Jema'a Islamiyyah, Jema'ah Islamiyah, Jema'ah Islamiyyah, Jemaa Islamiya, Jemaa Islamiyya, Jemaah Islamiyya, Jemaa Islamiyyah, Jemaah Islamiyyah, Jemaah Islamiyyah, Jemaah Islamiya, Jamaah Islamiyah, Jamaa Islamiya, Jama'ah Islamiyah e Al-Jama'ah al-Islamiyyah.